# Pacifisme
Ne doit pas être confondu avec Antimilitarisme.

Symbole de la paix, Peace and love, largement associé au pacifisme.

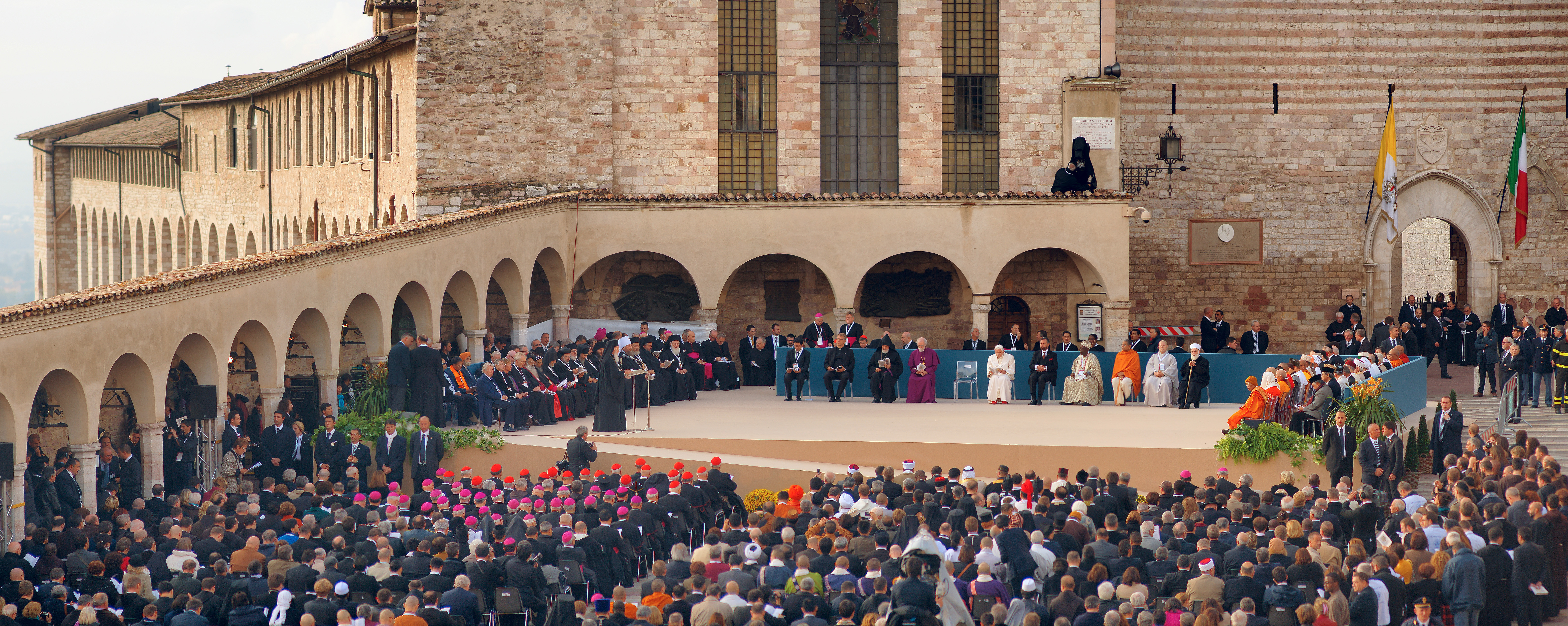
Des rencontres pour la paix se tiennent régulièrement à Assise, en Italie.

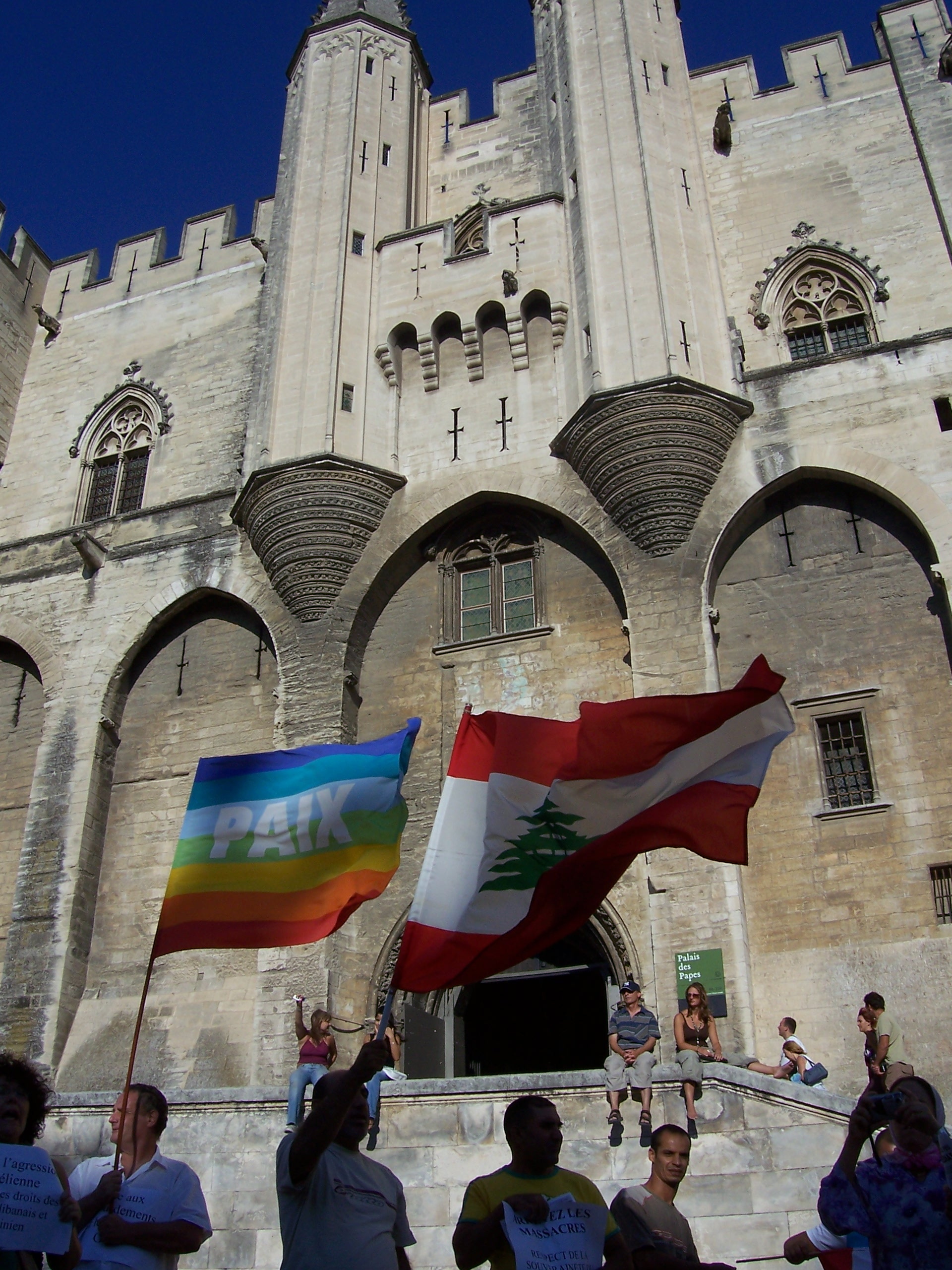
Avignon, manifestation pour la paix au Liban, août 2006.

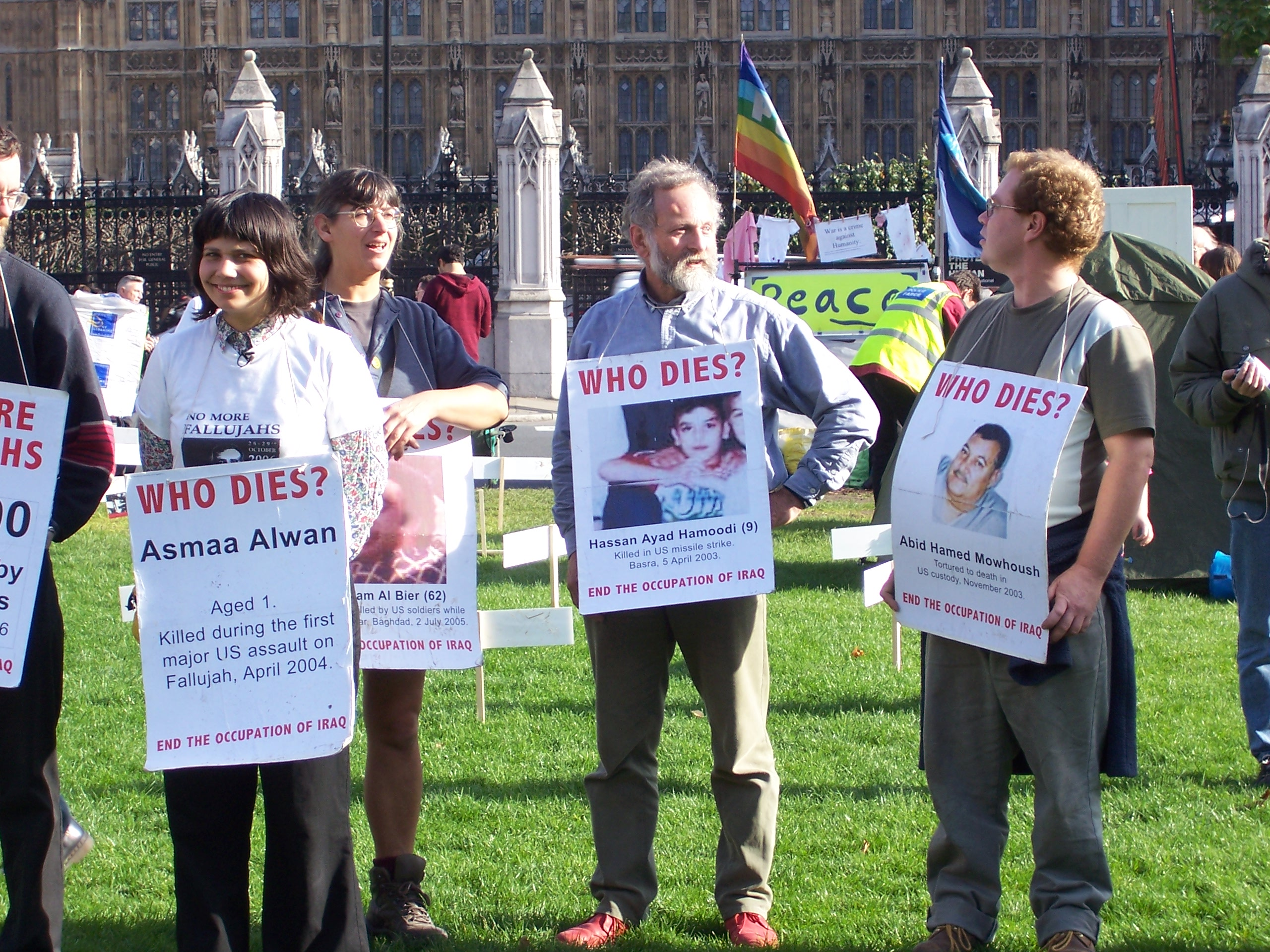
Londres, manifestation pour la paix en Irak, novembre 2006.

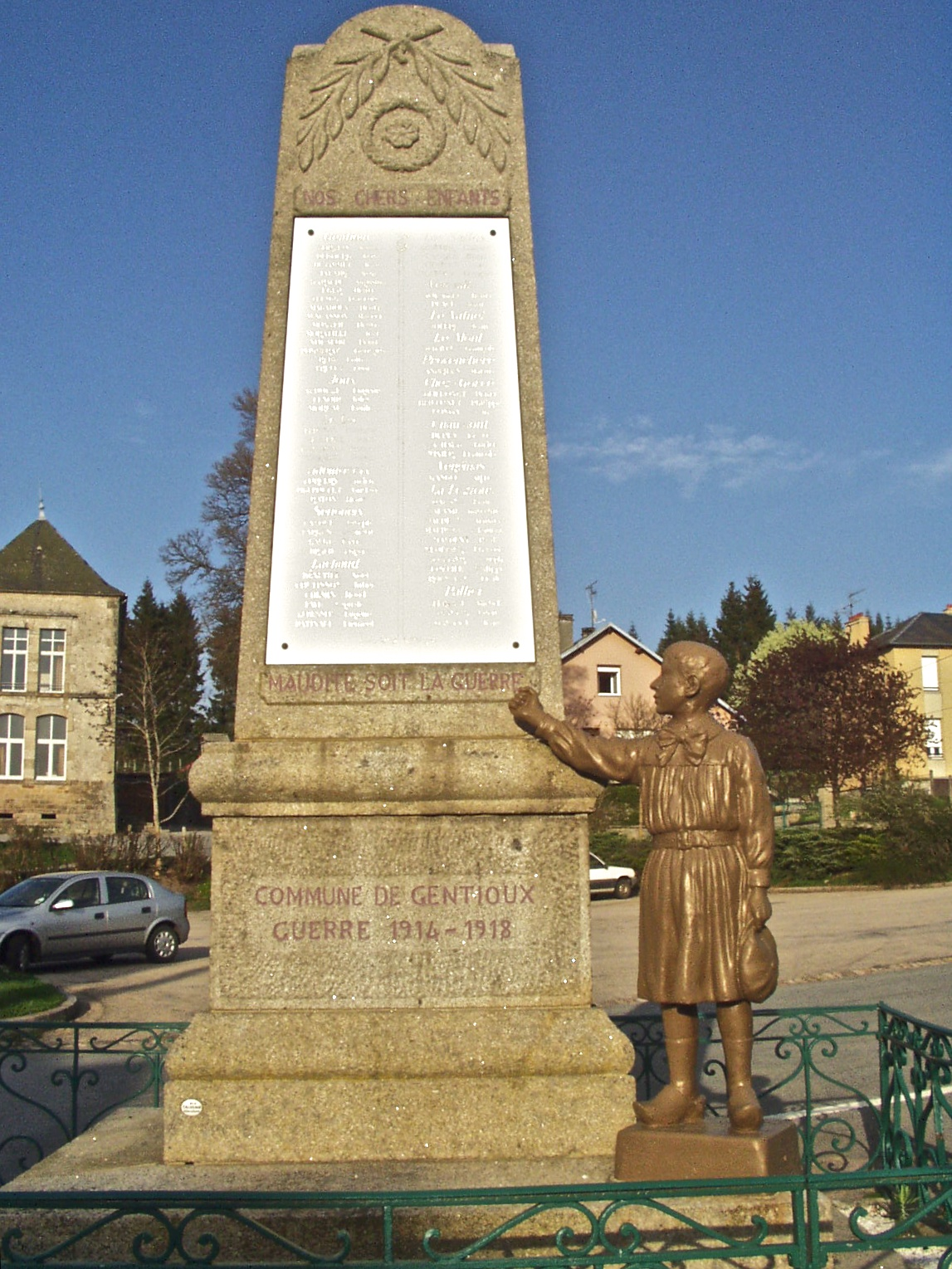
« Maudite soit la guerre » sur le monument aux morts pacifiste de Gentioux, 1922 (Creuse).

Le pacifisme possède deux acceptions possibles incluant l'action des partisans de la paix, ou une doctrine de la non-violence. Bien que reliés, les deux concepts se distinguent du point de vue de la théorie et de la pratique. Le pacifisme est la doctrine et l'action des partisans de la paix ou du rétablissement de la paix. Les socialistes d'avant 1914 (Jean Jaurès), les Zimmerwaldiens durant la Première Guerre mondiale, les opposants aux guerres coloniales ou les partisans de la paix professent un pacifisme qui n'est pas toujours assimilable à la non-violence. La vision du pacifisme associé à une personne refusant le recours à toutes formes de violence est par contre beaucoup plus répandue.
La doctrine de la non-violence voit de nombreux courants philosophiques bannir le recours à toute forme de violence en vertu d'un pacifisme radical. Vision portée par de nombreux mouvements et courants de pensée à vocation générale (courants de pensée humaniste, plusieurs tendances inspirées de l'hindouisme, courants chrétiens, etc.).

## Histoire

### Fin duXIXesiècle
En Europe, à l'aube du XXe siècle, les courants majeurs du pacifisme sont :
- Le courant de la paix par le Droit marqué par le premier Congrès universel pour la paix qui se tient en 1889 à Paris en marge de l'Exposition universelle, suivi des conférences internationales de La Haye à partir de 1899 et la création de la Cour permanente d'arbitrage de La Haye.
- Le courant pacifiste des milieux d'affaires : « il faut 50 ans de paix pour se guérir de quelques années de victoire. » [réf. nécessaire]
- Le courant pacifiste chrétien des églises protestantes anglo-saxonnes ou allemandes.
- Le courant pacifiste socialiste avec deux tendances en France : l'une antimilitariste et antipatriotique (Gustave Hervé), l'autre antimilitariste mais patriote (Jean Jaurès) qui évoluera vers l'opposition militante au déclenchement de la guerre à venir.

### XXesiècle
Jusqu'en août 1914, les socialistes français et la Confédération générale du travail s'opposent au déclenchement de la Première Guerre mondiale. La position des socialistes évolue ce qui les mènera à faire partie de l'union sacrée avec les bellicistes. L'assassinat de Jean Jaurès est l'événement qui marque l'échec des socialistes et du mouvement ouvrier français militant contre cette guerre.
Jean Jaurès se montrait confiant dans la volonté de la classe ouvrière et de ses représentants dans les principaux pays d'utiliser les manifestations et jusqu'à la grève générale pour éviter le conflit.
Malgré la faillite du mouvement socialiste européen à empêcher la Première Guerre mondiale, la conférence de Zimmerwald en 1915 se donne comme but de rassembler les socialistes fidèles à l'internationalisme afin de lutter contre la guerre, de même les femmes socialistes européennes, à Berne en 1915, s'opposent à la guerre par la tenue d'une conférence et la publication d'un manifeste. Cet appel est diffusé en France par Louise Saumoneau. Clara Zetkin est emprisonnée à son retour en Allemagne pour la tenue de cette conférence. En 1916, la conférence de Kiental appelle à une paix immédiate et sans indemnités de guerre, appelées aussi réparations.
Une grande partie des socialistes français et allemands se rallie au soutien à la guerre, jusqu'en 1917, où la lassitude vis-à-vis du conflit redonne une certaine audience aux idées pacifistes de la Gauche.
Joseph Caillaux propose une paix sans annexions ni indemnité. Il est arrêté en janvier 1918 sous l'inculpation « d'intelligence avec l'ennemi » et de « complot contre la sûreté de l'État ».
Selon l'historien René Rémond, il perdure au sein de la gauche socialiste l'idée du XIXe siècle selon laquelle la guerre est une conséquence du capitalisme qui profite du nationalisme pour produire une division des travailleurs et travailleuses ; à ces idées internationalistes assimilant capitalisme et bellicisme, se greffe une thèse de Lénine, qui développe le concept d'impérialisme, export de la guerre comme seule solution d'expansion du capitalisme. Pour sa part, Léon Trotsky, dans son programme de transition pour une 4ème Internationale, indique que « Le pacifisme est la couverture de l'impérialisme ». Le marxisme-léninisme forge les notions de « bonne guerre » ou « mauvaise guerre », à la façon des théologiens distinguant guerre juste ou injuste. Les bonnes guerres sont alors celles faites par le peuple, les guerres patriotiques, de libération, ou visant à renverser le capitalisme qui lui est à l'origine des « mauvaises guerres ». À partir de 1936, la même distinction apparaît à droite, « un peu par sympathie pour les régimes autoritaires, beaucoup par crainte d'être précipité dans une guerre par la gauche, pour des motifs idéologiques ». Toujours selon Rémond, les attributs des bonnes ou mauvaises guerres sont inversées : pour une partie de la gauche, seraient bonnes les guerres menées au nom d'idées telles que liberté, affranchissement ou lutte contre les guerres d'intérêt menées par les capitalistes ; tandis que pour une partie de la droite, ces guerres idéologiques, menées au nom d'abstractions telles que solidarité avec les juifs, ou défense de la démocratie contre le totalitarisme sont à rejeter, les bonnes guerres ne devant viser qu'à la défense du territoire, ou à « des réalisations charnelles et substantielles »[réf. nécessaire].
En même temps, apparaît un pacifisme « vitaliste » pour qui la valeur de la vie humaine dépasse toute autre valeur. Ses bases morales et philosophiques sont cependant remises en cause a posteriori, après la Seconde Guerre mondiale, le slogan « plutôt Hitler que la guerre » impliquant l'acceptation de la barbarie et du génocide. L'historien Simon Epstein considère pour sa part le pacifisme des années 1930, classé à gauche de l'échiquier politique, comme « vecteur principal de collaboration », expliquant le revirement de nombreuses personnalités militantes et politiques vers la collaboration pour éviter la confrontation avec l'occupant allemand.

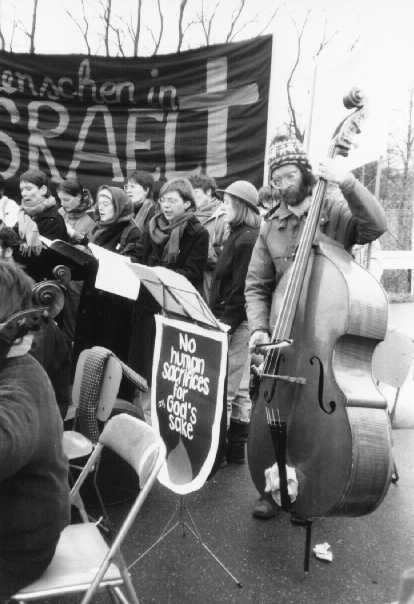
Musiciens du groupe Lebenslaute manifestant par un barrage.

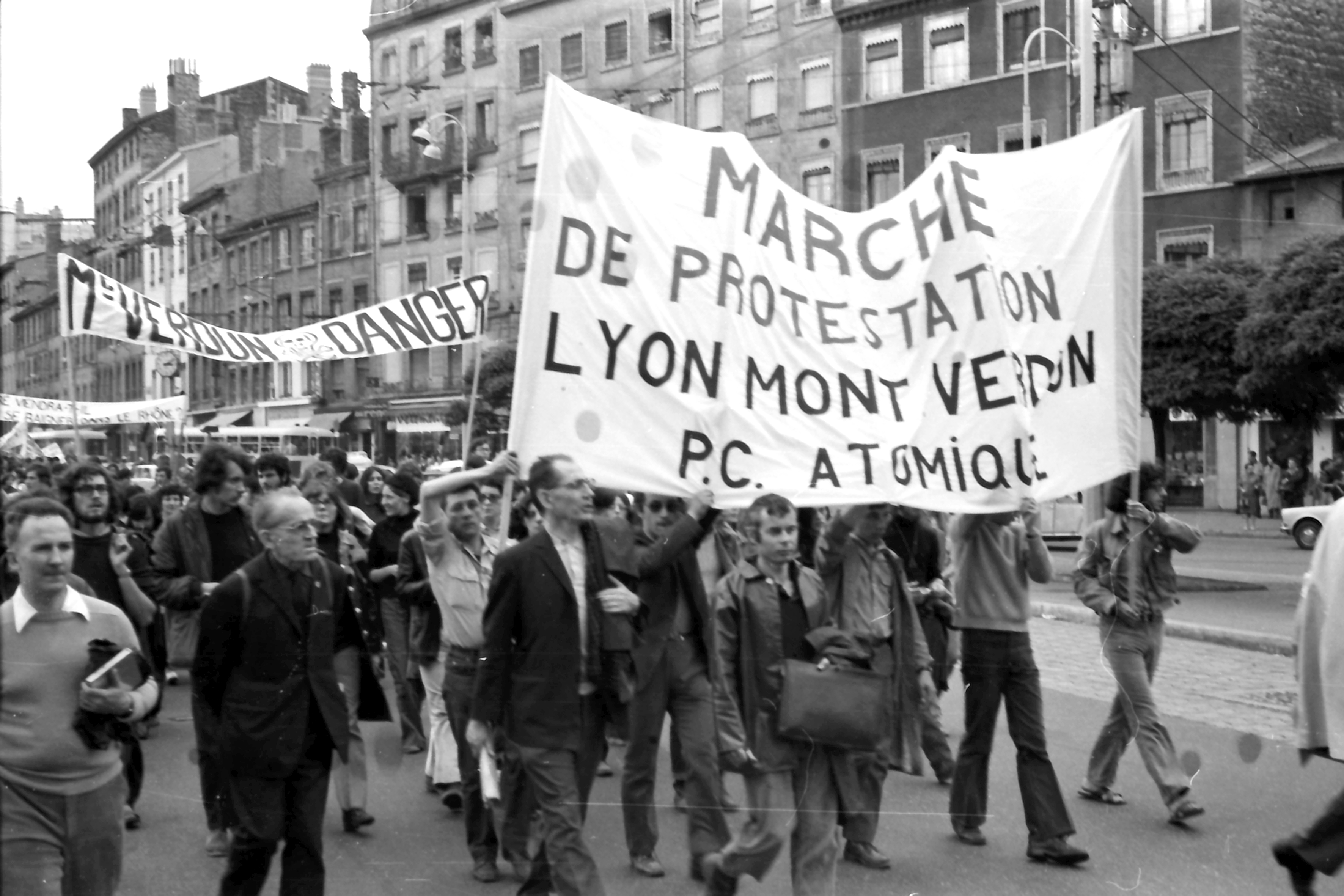
Maître Jean-Jacques de Felice, Théodore Monod, le pasteur René Cruse et Yvon Montigné, le 19 juin 1971, en tête de la marche du Groupe d'action et de résistance à la militarisation, de Lyon au Mont-Verdun contre la force de frappe nucléaire.

Les mouvements pacifistes se sont fortement développés en Europe de l'Ouest (Royaume-Uni, Allemagne de l'Ouest) vers le milieu des années 1970 et surtout au début des années 1980. L'un des événements fondateurs est la mise au point de la bombe à neutrons (1976), qui contribua à ressusciter les « défilés de Pâques », vivaces en Allemagne à la fin des années 1950. De 1979 à 1986, les manifestations pacifistes tournèrent en Allemagne aux manifestations de masse. Dans leur opposition à l'installation des nouveaux missiles américains de portée intermédiaire Pershing II et aux missiles de croisière (dans le cadre des accords SALT II de l'OTAN portant sur l'équilibre avec les missiles SS-20 soviétiques), les pacifistes déployèrent des manifestations spectaculaires accompagnés d'actes de désobéissance civile tels le blocus de bases militaires et de sites de lancement, des campagnes de protestation, etc. En Grande-Bretagne, un mouvement d'origine galloise, Women for Life on Earth («Les Femmes pour la Vie sur Terre»), occupe ainsi la base militaire de Greenham Common (Berkshire) pour protester contre l'installation de missiles de croisière. La base militaire avait été établie au mois de septembre 1981 : les premiers barrages protestataires commencent en mai 1982 avec l'intervention de 250 militantes, dont 34 seront arrêtées.
Le pacifisme rassembla très largement, des mouvements chrétiens aux anarcho-syndicalistes. Vers la fin des années 1980, avec la détente qui accompagnait la Perestroïka, le mouvement pacifiste parut s’essouffler, mais en Allemagne il reprit des couleurs dès le début des années 1990 en réaction à l'élargissement des prérogatives de la Bundeswehr et l'embrigadement du pays dans la Guerre du Golfe (1991), la Guerre du Kosovo (1999) puis, après les attentats du 11 septembre 2001, l'appel du Président américain George W. Bush à la Guerre contre le terrorisme et surtout la Troisième guerre du Golfe menée en 2003 par les États-Unis, la Grande-Bretagne et leurs alliés contre l'Irak. Pour la seule journée du 15 février 2003, plus de 10 millions de personnes se sont mobilisées en un seul jour dans les grandes métropoles mondiales contre la guerre imminente[réf. nécessaire].
L'hiver 2004-05 a été l'un des temps forts pour le mouvement pacifiste en Europe de l'Ouest, opposé à la constitution de l'Union européenne et ses articles portant sur la politique de défense mutuelle : on y critiquait notamment la ratification d'intervention des forces armées européenne dans le monde, l'extension des missions de l'armée européenne et le devoir pour chaque état membre de moderniser son armement (article I-41 de la constitution européenne : « Les États-membres s'engagent à améliorer progressivement leur armement »). Si ce projet de constitution a trouvé très peu d'écho en République Fédérale d'Allemagne, dans les pays voisins de la RFA, surtout au Benelux et en France, il a déchaîné une controverse. Les référendums nationaux en France (mai 2005) et aux Pays-Bas (juin 2005), où les mouvements pacifistes se rangeaient aux côtés des opposants au projet de constitution, ont dégagé un large vote « non »[réf. nécessaire].

### Pacifisme et antimilitarisme

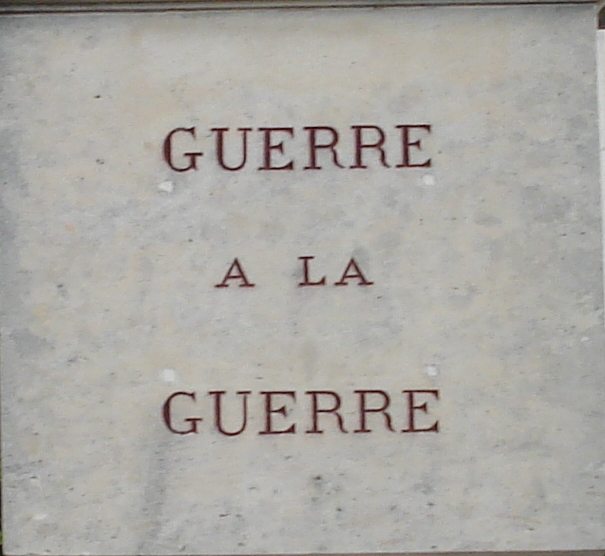
Proclamation sur le monument aux morts pacifiste de Gy-l'Évêque.

Il est difficile de ne pas voir dans le pacifisme, une forme d'antimilitarisme, transposée à la vie de tous les jours. Un certain nombre d'organismes citoyens s'inspirent de l'antimilitarisme et des perspectives pacifistes pour questionner le recours systématique à la force militaire dans les conflits, s'opposer au recrutement militaire et exiger la consolidation des formes de service civil.

### Prévention et médiation
Un très important courant de recherche émerge présentement dans de nombreux domaines des sciences sociales et politiques au niveau de la gestion saine des conflits et de la prévention des conflits violents inspirés de la pensée pacifiste.[réf. nécessaire]
Dans les milieux universitaires, plusieurs philosophes modernes tels que Robert L. Holmes se sont efforcés de démontrer que diverses formes théoriques de pacifisme peuvent être appliquées avec succès pour résoudre les conflits internationaux au sein du monde moderne. Holmes soutient qu'en utilisant les quatre principes de la « personnalité morale », il est possible à la fois de résoudre et de prévenir plusieurs formes modernes de conflits internationaux, y compris la guerre nucléaire et le terrorisme d'une manière éthique,,,,. Il soutient également que faire la guerre à l'ère moderne est moralement injustifié par nature pour plusieurs raisons et qu'il est possible d'être un « pacifiste pragmatique » simplement en reconnaissant que la violence organisée et systématique est à prima facie moralement répréhensible .

### Religions
Au cours des âges, le pacifisme a souvent été motivé par des motifs religieux. Le pacifisme se manifeste chez les premiers chrétiens. Cette pensée est également particulièrement présente dans les églises protestantes : l'exemple des communautés mennonites et quakers constituent des expressions particulièrement engagées de cette préoccupation. Aujourd'hui, l'Église catholique proclame à la suite du Pape Paul VI que « le développement est le nouveau nom de la paix ». À l'inverse, la religion peut également être le motif de conflits pouvant entraîner persécutions et guerres.

## Promoteurs

### Pacifistes célèbres
Nombreuses sont les personnes connues et reconnues ayant pris des positions pacifistes fermes au cours de l'histoire. Les écrits de ces personnes peuvent inspirer :
- Henry David Thoreau, philosophe, poète et écrivain du XIXe siècle. Le livre « La Désobéissance civile » (1849), dans lequel il avance l'idée d'une résistance partant d'une volonté individuelle contre un gouvernement, est considéré comme à l'origine du concept de « non-violence » du XIXe siècle.
- Gandhi
- Jean Jaurès
- Danielle Le Bricquir, militante pacifiste, féministe, artiste peintre
- Karl Liebknecht
- Rosa Luxemburg
- Siegfried Sassoon
- Hélène Brion, militante pacifiste, féministe et syndicaliste
- Romain Rolland, écrivain français, né à Clamecy (Nièvre) le 29 janvier 1866 et mort à Vézelay le 30 décembre 1944. Il reçut en 1916 le prix Nobel de littérature 1915 pour son œuvre majeure, Jean-Christophe. Son exigence de justice le poussa à rechercher la paix « au-dessus de la mêlée » pendant et après la Première Guerre mondiale.
- Stefan Zweig, écrivain autrichien militant, avec le concours d'autres auteurs européens, pour la paix avant, durant et après la Première Guerre mondiale.
- Woodrow Wilson adresse un message au congrès, qui doit garantir la paix. Ce discours des 14 points (The world must be made safe for democracy (« Le monde doit devenir sûr pour la démocratie ») réclame notamment la création d'une League of Nations (SDN)).
- Erich Maria Remarque, écrivain allemand auteur de À l'Ouest, rien de nouveau,
- Adrienne Thomas, écrivaine germanophone, auteur de Die Katrin Wird Soldat (Catherine soldat)
- Alain (philosophe), philosophe français. Son pacifisme le pousse cependant à considérer la collaboration pétainiste comme un moindre mal[18].
- Roger Martin du Gard, suivant le mouvement pacifisme de l'entre-deux-guerres, écrit à son ami Marcel Lallemand le 9 septembre 1936 « Tout, plutôt que la guerre ! Tout, tout ! Même le fascisme en Espagne ! Oui… et même le fascisme en France ! Tout : Hitler plutôt que la guerre ! »[19].
- Aristide Briand, il signe notamment un accord pour mettre la guerre hors-la-loi ! (pacte Briand-Kellogg)
- Jean Giraudoux, ami de ce dernier et auteur de la pièce pacifiste La guerre de Troie n'aura pas lieu.
- Louis Lecoin, militant anarchiste, antimilitariste, très impliqué dans la lutte pour l'objection de conscience.
- Albert Einstein
- Bertrand Russell, mathématicien, logicien et philosophe britannique, prix Nobel de littérature, militant contre les guerres, de la Première Guerre mondiale à celle du Vietnam. Il publie le Manifeste Russell-Einstein contre l'armement nucléaire.
- Leó Szilárd
- Jean Rostand, biologiste, cofondateur, avec Claude Bourdet, et président d'honneur du MCAA (Mouvement contre l'armement atomique) qui devient en 1968 le Mouvement pour le désarmement, la paix et la liberté (MDPL).
- Théodore Monod, naturaliste, explorateur.
- Jean Giono, écrivain plus ou moins anarchiste mais « pacifiste intégral », fonde un mouvement pacifiste, « les Rencontres du Contadour », du nom d'un village de la Montagne de Lure (Basses-Alpes), mais son manque de charisme, son individualisme et son refus de prendre des décisions importantes feront capoter ces illusions. Son pacifisme le pousse également à jouer un rôle très controversé pendant la Seconde Guerre mondiale[20].
- Bernard Clavel, romancier, auteur de livres pacifistes, Le Silence des armes, Lettre à un képi blanc, et d'articles dans le journal de l’Union pacifiste de France. Ami de Louis Lecoin, il soutient son combat pour l'objection de conscience.
- Joan Baez, chanteuse américaine, militante notamment pour les droits civiques aux côtés de Martin Luther King et contre la guerre du Vietnam.
- John Lennon incarne l'engagement profond et marquant du mouvement pacifiste « Peace and Love » («Paix et Amour») des années 1970 : un rassemblement à sa mémoire continue d'avoir lieu à New York chaque 8 décembre.
- Jane Fonda, actrice américaine, militante notamment contre les guerres du Vietnam et d'Irak et le conflit israélo-palestinien.
- Noam Chomsky, qui dans son activité de penseur-activiste, n'a de cesse d’appeler à chercher toutes les solutions pacifistes possibles avant d'engager une guerre contre un pays ou un peuple, restant toujours une tragédie humaine effroyable.
- Le pasteur André Trocmé, organisateur de la protection des juifs dans la Haute-Loire pendant l'Holocauste, fondateur du Collège Cévenol du Chambon-sur-Lignon et dirigeant du mouvement pacifiste MIR, a résumé ses idées dans un ouvrage intitulé Jésus-Christ et la révolution non violente, paru chez Labor et Fides en 1961.
- Cabu, dessinateur de presse, auteur de nombreux dessins antimilitaristes, assassiné dans la tuerie du journal Charlie Hebdo
- Robert L. Holmes, le philosophe américain a publié de nombreux ouvrages et articles scientifiques démontrant la justification morale du pacifisme à l'ère moderne[21],[15].
- Nan Cross (en), militante sud-africaine, membre du Groupe de soutien aux objecteurs de conscience (Conscientious Objector Support Group (en)), de la Campagne pour la fin de la conscription (End Conscription Campaign) et de la Ceasefire Campaign («Campagne de Cessez-le-feu») contre les ventes d'armes par l'Afrique du Sud.

### Prix Nobel de la paix
Ainsi que tous les individus ou organismes lauréats du Prix Nobel de la paix, parmi lesquels on peut citer :
- Individus :
  - Henri Dunant
  - Frédéric Passy
  - Bertha von Suttner
  - Léon Bourgeois
  - Léon Jouhaux
  - Jane Addams
  - Aristide Briand et Gustav Stresemann
  - Ferdinand Buisson
  - Barack Obama (2009)
  - Aung San Suu Kyi
  - Arundhati Roy (Sydney Peace Prize en 2004)
  - Nelson Mandela et Frederik de Klerk

- Organismes :
  - Bureau international de la paix
  - Comité international de la Croix-Rouge
  - Amnesty International
  - Campagne internationale pour l'interdiction des mines antipersonnel
  - Organisation internationale du travail
  - Casques bleus
  - Mouvement Pugwash
  - Union européenne (2012)
  - Campagne internationale pour l'abolition des armes nucléaires (Ican)

### Nations pacifistes
Le Global Peace Index mesure sur la base d'une vingtaine de critères (notamment l'engagement dans des conflits, la vente d'armes, les dépenses militaires, la transparence du gouvernement, le taux de criminalité…) les pays les plus pacifiques. Un plus petit score signifie un pays plus pacifique.
| Rang | Pays                | Score |
| ---- | ------------------- | ----- |
| 1    | Islande             | 1,162 |
| 2    | Norvège             | 1,357 |
| 3    | Nouvelle-Zélande    | 1,363 |
| 4    | Danemark            | 1,377 |
| 5    | Irlande             | 1,396 |
| 5    | Japon               | 1,396 |
| 6    | Finlande            | 1,447 |
| 7    | Suède               | 1,478 |
| 8    | Canada              | 1,481 |
| 9    | Portugal            | 1,481 |
| 10   | Autriche            | 1,483 |
| 11   | Belgique            | 1,498 |
| 12   | Allemagne           | 1,523 |
| 13   | République tchèque  | 1,524 |
| 14   | Suisse              | 1,526 |
| 15   | Slovénie            | 1,539 |
| 16   | Chili               | 1.568 |
| 17   | Slovaquie           | 1,571 |
| 18   | Hongrie             | 1,575 |
| 19   | Bhoutan             | 1,611 |
| 20   | Pays-Bas            | 1,620 |
| 21   | Espagne             | 1,633 |
| 22   | Oman                | 1,641 |
| 23   | Hong-Kong           | 1,657 |
| 24   | Uruguay             | 1,661 |
| 25   | Australie           | 1,664 |
| 26   | Roumanie            | 1,682 |
| 27   | Pologne             | 1,683 |
| 28   | Estonie             | 1.684 |
| 29   | Singapour           | 1,692 |
| 30   | Qatar               | 1,702 |
| 31   | Costa Rica          | 1,702 |
| 32   | Corée du Sud        | 1,719 |
| 33   | Italie              | 1,724 |
| 34   | Arabie saoudite     | 1,726 |
| 35   | Vietnam             | 1,729 |
| 36   | Taïwan              | 1,731 |
| 37   | Malaisie            | 1,744 |
| 38   | Émirats arabes unis | 1,747 |
| 39   | Madagascar          | 1,766 |
| 40   | Ghana               | 1,765 |

| Rang | Pays                   | Score |
| ---- | ---------------------- | ----- |
| 41   | Tunisie                | 1,770 |
| 42   | Botswana               | 1,786 |
| 43   | Lituanie               | 1,788 |
| 44   | Grèce                  | 1,791 |
| 45   | Panama                 | 1,798 |
| 46   | Koweït                 | 1,818 |
| 47   | Lettonie               | 1,848 |
| 48   | Argentine              | 1,873 |
| 49   | Royaume-Uni            | 1,898 |
| 50   | Mozambique             | 1,909 |
| 51   | Chypre                 | 1.915 |
| 52   | Maroc                  | 1,928 |
| 53   | Zambie                 | 1.930 |
| 54   | Chine                  | 1,934 |
| 55   | Paraguay               | 1,946 |
| 56   | Gabon                  | 1,952 |
| 57   | Tanzanie               | 1,966 |
| 58   | Libye                  | 1,967 |
| 59   | Cuba                   | 1,968 |
| 60   | Bulgarie               | 1,994 |
| 61   | Kazakhstan             | 1,995 |
| 62   | Bahreïn                | 1,995 |
| 63   | Jordanie               | 1,997 |
| 64   | Namibie                | 2,003 |
| 65   | Sénégal                | 2,017 |
| 66   | Nicaragua              | 2,020 |
| 67   | Croatie                | 2,030 |
| 68   | Malawi                 | 2,038 |
| 69   | Bolivie                | 2,052 |
| 70   | Pérou                  | 2,056 |
| 71   | Guinée Équatoriale     | 2,059 |
| 72   | Moldavie               | 2,059 |
| 73   | Égypte                 | 2,068 |
| 74   | République dominicaine | 2,071 |
| 75   | Bosnie-Herzégovine     | 2,089 |
| 76   | Cameroun               | 2,093 |
| 77   | Syrie                  | 2,106 |
| 78   | Indonésie              | 2,111 |
| 79   | Mexique                | 2,125 |
| 80   | Ukraine                | 2,150 |
| 81   | France                 | 2,168 |

| Rang | Pays                      | Score |
| ---- | ------------------------- | ----- |
| 82   | Macédoine                 | 2,170 |
| 83   | Brésil                    | 2,173 |
| 84   | Serbie                    | 2,181 |
| 85   | Cambodge                  | 2,197 |
| 86   | Bangladesh                | 2,219 |
| 87   | Équateur                  | 2,219 |
| 88   | Papouasie-Nouvelle-Guinée | 2,223 |
| 89   | El Salvador               | 2,244 |
| 90   | Jamaïque                  | 2,251 |
| 91   | Kenya                     | 2,258 |
| 92   | Turquie                   | 2,282 |
| 93   | Guatemala                 | 2,285 |
| 94   | Trinidad et Tobago        | 2,286 |
| 95   | Yémen                     | 2,309 |
| 96   | États-Unis d'Amérique     | 2,317 |
| 97   | Iran                      | 2,384 |
| 98   | Honduras                  | 2,390 |
| 99   | Afrique du Sud            | 2,399 |
| 100  | Philippines               | 2,428 |
| 101  | Azerbaïdjan               | 2,448 |
| 102  | Venezuela                 | 2,453 |
| 103  | Éthiopie                  | 2,479 |
| 104  | Ouganda                   | 2,489 |
| 105  | Thaïlande                 | 2,491 |
| 106  | Zimbabwe                  | 2,495 |
| 107  | Côte d'Ivoire             | 2,511 |
| 108  | Birmanie                  | 2,524 |
| 109  | Inde                      | 2,530 |
| 110  | Ouzbékistan               | 2,542 |
| 111  | Sri Lanka                 | 2,575 |
| 112  | Angola                    | 2,587 |
| 113  | Pakistan                  | 2,591 |
| 114  | Liban                     | 2,662 |
| 115  | Algérie                   | 2,694 |
| 116  | Colombie                  | 2,770 |
| 117  | Nigeria                   | 2,907 |
| 118  | Russie                    | 2,973 |
| 119  | Soudan                    | 3,192 |
| 120  | Irak                      | 3,267 |
| 121  | Israël                    | 3,553 |

## Débats

### Critiques
Léon Trotski : « Exploitant l'attachement naturel des masses pour la paix et le dévoyant, les pacifistes petits-bourgeois se transforment ainsi, en définitive, en soutiens inconscients de l'impérialisme ».
Jules Guesde considère que les pacifistes bourgeois feignent d'ignorer que la guerre est inhérente au capitalisme.

Pour Julien Benda , l'opposition systématique à la guerre par des pacifistes est critiquable ; dans la préface à l'édition de 1946 de La Trahison des Clercs, Julien Benda prend position contre un pacifisme systématique, qui exclut la guerre dans tous les cas. Parlant des « clercs » qui défendent cette théorie, il écrit : 

« Nous estimons que le clerc est parfaitement dans son rôle en admettant l’emploi de la force, voire en l’appelant, dès qu’elle n’agit qu’au service de la justice, à condition qu’il n’oublie pas qu’elle n’est qu’une nécessité temporaire et jamais une valeur en soi. »

Dans ses Reflections on Gandhi, George Orwell défendait également une position proche en reprochant aux pacifistes d'« éluder les questions gênantes » et d'adopter « la thèse stérile et malhonnête selon laquelle dans chaque guerre les deux camps représentent la même chose, ce pourquoi il est sans importance de savoir qui gagne. » S'adressant à Gandhi, il écrivait également :

« Et les Juifs ? Acceptez-vous qu'on les extermine tous ? Et sinon, que proposez-vous pour l'éviter, si vous excluez l'option de la guerre ? »

Enfin, selon l'auteur péruvien Mario Vargas Llosa, cette attitude revient à laisser le pouvoir aux dictateurs. Il écrit ainsi dans Les Enjeux de la liberté que :

« Le pacifisme semble être un sentiment altruiste, inspiré par une œcuménique abjuration de la violence et le rêve d'un monde de bon sens, où tous les conflits entre les nations se résoudraient autour d'une table de négociations et où les armes auraient disparu. C'est une belle affabulation, mais celui qui croit que la meilleure façon de la rendre réalité consiste à s'opposer à toutes les guerres pareillement œuvre en vérité pour que le monde soit une jungle dominée par des hyènes et des chacals, et où les brebis seraient exterminées. »

### Vidéos
- La philosophie du pacifisme, documentaire, 2023, 15 minutes,voir en ligne.
- Bernard Baissat, Elles disent NON à toutes les guerres, 2011, 15 minutes,voir en ligne.
- Bernard Baissat, Paroles de pacifistes, 2012, 20 minutes,voir en ligne.

### Émissions de Radio
- Thomas Legrand, « Le pacifisme 1ère partie, une idée d’avant–guerre » [audio], sur Radio France, France Inter, En quête de politique, 15 octobre 2022 (consulté le 26 mars 2023)
- Thomas Legrand, « Le pacifisme 2nde partie, l’après-guerre » [audio], sur Radio France, France Inter, En quête de politique, 22 octobre 2022 (consulté le 26 mars 2023)